# Kurhessische Gesellschaft für Kunst und Wissenschaft
Der Kurhessische Gesellschaft für Kunst und Wissenschaft e.V. ist ein Verein in Kassel. 

## Geschichte
Die Gesellschaft wurde 1912 auf Initiative von Kasseler Bürgern vom Direktor des Königlichen Museum Fridericianum, Johannes Boehlau, und dem Direktor der Murhardschen Bibliothek, Georg Steinhausen, gegründet. Gründungspräsident wurde Karl Rabe von Pappenheim. Die Gründer haben aufgrund ihrer Erfahrungen mit den Besuchern der Kasseler Museen und Bibliotheken und mit parlamentarischer und administrativer Unterstützung die Gesellschaft frei von allen einseitigen Interessen zur Pflege interdisziplinärer Bildung eingerichtet. Das Programm und die Satzung sehen vor, dass die Vorträge wissenschaftlich sind. Die Referenten sollen die Vortragsweise allgemein verständlich und in der Form gefällig und anregend gestalten. Unverändert ist es seither das Ziel, durch Vortragsreihen neue Ergebnisse der Wissenschaften und Künste der allgemeinen Öffentlichkeit zu vermitteln. Es soll somit das geistige Leben in Kassel und der Region gefördert werden.
Am 26. Februar 2012 feierte die Kurhessische Gesellschaft für Kunst und Wissenschaft e.V. das 100-jährige Jubiläum.
Vorstandsvorsitzender war bis 2018 Peter Gercke. Ihm folgte Harald Kimpel.

## Referenten
Referenten waren u. a. Georg Simmel, Albrecht Penck, Richard Hamann, Franz Rosenzweig, Heinrich Schäfer, Max Born, Martin Heidegger, Leo Frobenius, Ernst von Alster,  Friedrich von Oppeln-Bronikowski, Otto Hahn, Paul Tillich, Friedrich von Weizsäcker, Hans Rothfels, Klaus Mehnert, Ernst May, Oswald von Nell-Breuning, Annemarie Schimmel, Manfred Hausmann, Walther Killy, Ulrich Sonnemann und Martin Roth.